# Homonota andicola
Homonota andicola är en ödleart som beskrevs av  José Miguel Cei 1978. Homonota andicola ingår i släktet Homonota och familjen geckoödlor. Inga underarter finns listade i Catalogue of Life.